# Stine Skogrand
Stine Ruscetta Skogrand (født 3. marts 1993 i Bergen) er en norsk håndboldspiller som spiller i den danske klub Ikast Håndbold. Hun har tidligere spillet for blandt andet Tertnes HE fra 2009 til 2016 og Silkeborg Voel KFUM fra 2016 til 2018.
Skogrand debuterede på landsholdet i en kamp mod Sydkorea i april 2013, men bed sig ikke rigtig fast på holdet i første omgang og var ikke med i trupperne til de internationale slutrunder dette år og det følgende. Hun var med på landsholdet til VM i 2015 og vandt dermed sammen med holdet guldmedalje dette år.
Hun er kærester med Skjern Håndbold's højre Back Eivind Tangen.
Hun var med til at vinde OL-bronze i håndbold for Norge, ved Sommer-OL 2020 i Tokyo, efter sejr over Sverige, med cifrene 36-19.